# Emisora Cultural de Caracas
La Emisora Cultural de Caracas (también llamada La Cultural de Caracas) es una estación de radio en FM ubicada en Caracas, Venezuela.

## Historia

### Comienzos
Inició sus transmisiones el 1 de enero de 1975 en la frecuencia de 97.7 MHz, convirtiéndose en la primera emisora en FM en salir al aire en Venezuela. Sus fundadores originales fueron un grupo de empresarios encabezados por el ingeniero Humberto Peñaloza. La Cultural de Caracas se financiaba con patrocinios de los programas. No había pautas comerciales en los cortes de programación. Los programas eran una combinación de música académica con comentarios del quehacer intelectual y literario de la época.

### Nuevo propietario
En 2004, La Cultural de Caracas fue comprada por el músico y locutor Omar Jeanton al heredero de Humberto Peñaloza. Desde entonces, La Cultural de Caracas ha incluido espacios publicitarios dentro de su programación. La oferta musical empezó a abarcar también otros ritmos como world music, bossa nova, tango, canciones afrolatinas, flamenco, jazz, jazz latino, canciones italianas y francesas, música latinoamericana y música venezolana. Se trataba de darle a la estación un estilo menos elitista.

### Circuito radial
Omar Jeanton es también dueño de Jazzmanía 97.3 FM en Guatire y Jazzmanía 105.7 FM en Puerto La Cruz, las cuales conforman junto a la 97.7 FM de Caracas El Circuito Cultural de la FM.

### Cambio de dial
El 14 de octubre de 2013, La Cultural de Caracas se mudó a la frecuencia de 97.3 MHz, donde antes se transmitía a Jazzmanía de Guatire. La razón fue que Conatel habilitó a otra emisora de radio para que emitiera por la frecuencia de 97.7 MHz. Las gestiones hechas por el propietario de La Cultural de Caracas para renovar la concesión en la frecuencia de 97.7 MHz habían sido infructuosas. La señal de 97.3 MHz cubre principalmente las zonas de Guarenas, Guatire, Charallave y Cúa. La directiva de la Cultural de Caracas trata de mejorar la cobertura hacia el Valle de Caracas.
Últimamente la señal de la emisora estaba disponible al público a través de su página web (http://www.laculturaldecaracas.com). Sin embargo, para el 7 de abril de 2015, el dominio web de la página no estaba en funcionamiento (Y por ende la señal de la emisora no podía ser escuchada a través de la web). Para octubre de 2016 el dominio web de dicha página ni siquiera es válido, lo que lleva a presumir una posible desaparición final de este baluarte histórico de la radiodifusión en Venezuela.